# Московская математическая олимпиада
Московская математическая олимпиада — ежегодное открытое соревнование по математике для школьников города Москвы. Проводится с 1935 года.

## История олимпиады
Первая Московская математическая олимпиада была проведена в 1935 году. Она была организована по инициативе Московского математического общества Наркомпросом, Московским государственным университетом и школьным отделом гороно (городского отдела народного образования). В оргкомитет этой олимпиады вошли такие люди, как Павел Александров, Сергей Соболев, Лев Шнирельман, Андрей Колмогоров, крупные математики того времени. Олимпиада проводилась в два тура. В первом туре участвовало:
- 227 школьников
- 65 рабфаковцев
- 21 абитуриент

всего 314 человек, в то время как во втором туре участвовало 120 человек. Победителями тогда стали трое участников.
Олимпиады продолжали проводиться и в годы Великой Отечественной войны, хотя в 1942 и 1943 годах часть университета была эвакуирована, и олимпиада не проводилась. С 1967 года Московская математическая олимпиада стала этапом Всероссийской (а позже — Всесоюзной) олимпиады по математике.

### 1980-е годы
В 1980 году Московское математическое общество было отстранено от проведения Московской математической, а также Всероссийской олимпиад. Николай Константинов, один из лидеров олимпиадного движения, создает в 1981 году Турнир городов — олимпиаду, идентичную по сути Московской математической олимпиаде, но проводящуюся для учеников из разных городов из разных стран. В 1981—1992 годах Турнир Городов заменял Московскую математическую олимпиаду, постоянно при этом развиваясь.

### Современный период
После распада СССР и советской олимпиадной системы ситуация изменилась: союзные суверенные республики начали проводить свои внутренние олимпиады, не являлась исключением и Россия. В 1993 году проведение Московской математической олимпиады было возвращено Московскому математическому обществу. В 1994 году стал проводиться Математический праздник — версия Московской олимпиады для учеников 6-7 классов.
В 2008 году после нового положения о Всероссийской олимпиаде Московская олимпиада потеряла статус этапа Всероссийской олимпиады и стала независимой олимпиадой. Однако олимпиада достаточно авторитетна, поэтому ведущие вузы, такие как, Московский государственный университет, Московский физико-технический институт и прочие засчитывают победу на ней как сданный экзамен по математике.

## Организация олимпиады
Сейчас[когда?] Московская математическая олимпиада является открытой олимпиадой, в ней принимают участие более 4000 школьников 8-11 классов из Москвы, Санкт-Петербурга, Долгопрудного, Кирова, Харькова, Черноголовки и других городов постсоветского пространства.
Организацией олимпиады занимаются Департамент образования города Москвы, Московский государственный университет, Московский центр непрерывного математического образования. С 2002 года олимпиаду спонсирует «Никс», а с 2007 года — «Яндекс».
Олимпиада проводится в марте, в воскресенье. Местом проведения олимпиады традиционно является МГУ. В течение 5 часов школьникам предлагается решить 6 задач. Через 2-3 недели, как правило, в выходной день, происходит закрытие олимпиады. Сначала проходит разбор задач, где рассказываются решения задач, потом проходит апелляция школьников по задачам олимпиады. После этого происходит торжественное закрытие с вручением дипломов победителям и призёрам. Как правило, на закрытии читается математическая лекция.

## Задачи
Как правило, на Московской математической олимпиаде даётся 6 олимпиадных задач. Изначально задачи делились на 3 группы:
- алгебра
- геометрия
- комбинаторика

Такое деление поддерживалось Колмогоровым, выделявшим три вида математических способностей: геометрические (вообразительные), логические и алгебраические (умение делать выкладки и преобразования). Впоследствии эта практика не была поддержана, и в настоящее время есть такая классификация:
- простые задачи (алгебра, геометрия, логика)
- сложные задачи (алгебра, геометрия, логика)
- задачи, являющиеся частью научных исследований

При этом распределение задач по тематике (алгебре, геометрии, комбинаторике) может быть неравномерным: может быть больше алгебраических задач, нежели комбинаторных, может и наоборот, но при этом всегда хотя бы в единичном количестве присутствуют задачи всех тематик. При этом иногда даются задачи из математического анализа; хороший пример — задача Николая Борисовича Васильева «о вишенке»:
В круглый бокал, боковое сечение которого — график функции {\displaystyle y=x^{4}}, опускают вишенку — шар радиуса {\displaystyle r}. При каком максимальном значении {\displaystyle r} вишенка коснется нижней точки дна?Московская математическая олимпиада, 1994 год
Владимир Тихомиров выделяет среди олимпиадных задач также «задачи на все времена, которые можно предлагать кому угодно, и в которых запрятано богатое содержание». В качестве примера таких задач можно задачу Шарыгина «о мухе»:
Муха летает внутри правильного тетраэдра c ребром {\displaystyle a}. Какое минимальное расстояние она должна пролететь, чтобы побывать на каждой грани и вернуться в исходную точку?Московская математическая олимпиада, 1993 год
Или ещё пример, приведенный самим Тихомировым:
Выбраны 6 различных цветов; требуется раскрасить 6 граней куба, каждую в особый цвет из числа избранных. Сколькими геометрически разными (т. е. несовместимыми при различных поворотах куба вокруг центра) способами можно так покрасить куб? Решить аналогичную задачу для двенадцатиугольника, который красят в 12 цветов.Московская математическая олимпиада, 1935 год

## Система оценок и наград
За каждую задачу можно получить одну из 7 возможных оценок:
- {\displaystyle +} — задача полностью решена
- {\displaystyle +.} — задача решена, но в решении есть мелкие недочеты
- {\displaystyle \pm } — задача в целом решена, но в решении есть незначительные ошибки и неточности
- {\displaystyle +/2} — задача решена «наполовину» (используется крайне редко)
- {\displaystyle \mp } — задача не решена, но есть большие продвижения
- {\displaystyle -.} — задача не решена, но есть маленькие продвижения
- {\displaystyle -} — задача не решена
- {\displaystyle 0} — задача не решалась
- {\displaystyle !} — добавка к оценке за задачу, если в решении есть нестандартные математические идеи

При награждении {\displaystyle +}, {\displaystyle +.}, {\displaystyle \pm } эквивалентно 1 задаче, {\displaystyle +/2} — 0.5 задачи, {\displaystyle \mp }, {\displaystyle -.}, {\displaystyle -}, {\displaystyle 0} — 0 задачам.

### Критерии вручения диплома
Критерии вручения дипломов в разных классах в разные годы бывали разные. Как правило, участники, решившие наибольшее число задач (или иногда наибольшее и на одну меньше, например участники, решившие 5 или 6 задач), получают диплом 1 степени, а далее каждый следующий диплом выдается при решении на одну задачу меньше.
С 2011 года в 11 классе при подведении итогов учитывается произведение количества задач, решенных в первый и второй день олимпиады.
При этом вручаются специальные премии участникам, которые единственные в параллели решили какую-либо задачу или решившие некоторую задачу нестандартно.

## Известные люди
Люди, когда-либо входившие в состав жюри, оргкомитета Московской математической олимпиады, авторы задач или же её победители:
- Александров, Павел Сергеевич
- Колмогоров, Андрей Николаевич
- Соболев, Сергей Львович
- Шнирельман, Лев Генрихович
- Тихомиров, Владимир Михайлович
- Канель-Белов, Алексей Яковлевич
- Арнольд, Владимир Игоревич
- Гельфанд, Израиль Моисеевич
- Концевич, Максим Львович

## Интересные факты
- На XI олимпиаде в 1946 году ученик 10 класса Эрик Балаш, решая простую задачу, провел небольшое математическое исследование, получив за эту задачу редчайшую оценку {\displaystyle \pm !}. За другие задачи он не принимался, но оргкомитет вручил ему диплом первой степени.